# Xbox
Xbox — відеоігорний бренд компанії Microsoft, що складається з семи версій гральних консолей, гральних застосунків, сервісів потокового мультимедіа, онлайн-сервісу Xbox Live, послуги підписки Game Pass та студій розробки Xbox Game Studios. Представлений в травні 2001 року разом з запуском першої консолі Xbox.

## Стаціонарні консолі

### Xbox
Xbox — гральна консоль, розроблена компанією Microsoft. Перші продажі розпочались 15 листопада 2001 року. Xbox став першим самостійним продуктом Microsoft на ринку ігрових приставок після спільного з компанією Sega проєкту по розробці версії операційної системи Windows CE для ігрової приставки Dreamcast. Microsoft Xbox напряму конкурувала з Sony PlayStation 2 і Nintendo Nintendo GameCube.

### Xbox 360
Xbox 360 — друга за рахунком гральна консоль компанії Microsoft, наступниця Xbox. Xbox 360 конкурує з Sony PlayStation 3 і Nintendo Wii як ігрова система сьомого покоління. Деякі з основних функцій Xbox 360 представлені сервісом Xbox Live, що дозволило грати через Інтернет, а також завантажувати різноманітний контент — відеоігри, демоверсії, трейлери, музику, ТВ-шоу і т. п.

### Xbox One
Xbox One — третя за рахунком гральна консоль від компанії Microsoft, наступниця Xbox 360. Microsoft створив нове сімейство під назвою Xbox One, в яке входить оригінальна консоль — Xbox One, покращена Xbox One S і найпотужніша консоль компанії на той момент — Xbox One X. Конкурентами Xbox One серед ігрових систем восьмого покоління були PlayStation 4 від Sony Interactive Entertainment і Wii U від Nintendo. Рік випуску — 2013.
Xbox One S — чергова консоль від компанії, покликана перевершити Sony PlayStation 4. Компанія прислухалась до гравців і внесла бажані покращення, такі як розмір, дизайн, інтеграцію блоку живлення, зміни в геймпаді. Реліз відбувся у 2016 році.
Xbox One X — третя консоль в сімействі Xbox One. Є головним конкурентом PlayStation 4 Pro. Реліз відбувся у 2017 році.

### Xbox Series
12 грудня 2019 року на щорічній церемонії нагородження The Game Awards голова Xbox Філ Спенсер представив консоль нового покоління, яка отримала офіційну назву — Xbox Series X. Таким чином, назва «Project Scarlett», з якою вона асоціювалась раніше, застаріла.

### Порівняння
| Назва                               | Xbox | Xbox 360                                                             | Xbox One | Xbox One                                                                            | Xbox One | Xbox Series                                                    | Xbox Series                                                    |
| Назва                               | Xbox | Xbox 360                                                             | Xbox One | Xbox One S                                                                          | Xbox One X | Xbox Series S                                                  | Xbox Series                                                    |
| ----------------------------------- | --- | -------------------------------------------------------------------- | --- | ----------------------------------------------------------------------------------- | --- | -------------------------------------------------------------- | -------------------------------------------------------------- |
| Зображення                          | Xbox console with «Controller S» |                                                                      | |                                                                                     | |                                                                |                                                                |
| Дата випуску                        | / 15 листопада 2001 року JP 22 лютого 2002 року EU 14 березня 2002 року                                                                                            | / 22 листопада 2005 року                                             | / 22 листопада 2013 року                                                                                          | Xbox One S: / 2 серпня 2016 року Xbox One S All-Digital Edition: 7 травня 2019 року | 7 листопада 2017 року                                                                                                 | 10 листопада 2020 року                                         | 10 листопада 2020 року                                         |
| Підтримка припинена                 | JP 2007 EU 2008 2009 | 20 квітня 2016 року                                                  | 2 серпня 2016 року                                                                                                | 16 липня 2020 року (Xbox One S All-Digital Edition) 2020 (Xbox One S)               | 16 липня 2020 року | —                                                              | —                                                              |
| Продажі                             | 24,6 млн (на 10 листопада 2020) | 85,8 млн (на 10 листопада 2020)                                      | 51 млн (на 15 серпня 2022)                                                                                        | 51 млн (на 15 серпня 2022)                                                          | 51 млн (на 15 серпня 2022)                                                                                            | 21,3 млн (на травень 2023)                                     | 21,3 млн (на травень 2023)                                     |
| Найпопулярніша гра                  | Halo 2, 8 млн (на 9 травня, 2006) | Kinect Adventures, 24 млн                                            | Call of Duty: Black Ops III                                                                                       | Call of Duty: Black Ops III                                                         | Call of Duty: Black Ops III                                                                                           |                                                                |                                                                |
| Носій                               | DVD-ROM | DVD-ROM                                                              | Blu-ray Disc | Blu-ray Disc                                                                        | Blu-ray Disc | —                                                              | Blu-ray Disc                                                   |
| Центральний процесор                | 733 МГц x86 Intel Celeron/Pentium III Custom Hybrid | Трьохядерний IBM Xenon (процесор) 3,2 ГГц з архітектурою IBM PowerPC | Восьмиядерний AMD Jaguar 1,75 ГГц на x86-64 архітектурі, з 28-нм техпроцес.                                       | Восьмиядерний AMD Jaguar 1,75 ГГц на x86-64 архітектурі, з 28-нм техпроцес.         | Custom CPU @ 2,3 ГГц, 8 ядер                                                                                          | AMD Zen 2 @ 3,4 ГГц, 8 ядер                                    | AMD Zen 2 @ 3,8 ГГц, 8 ядер                                    |
| Графічний процесор                  | 233 МГц Custom Nvidia NV2A | ATI Xenos 500 МГц                                                    | AMD Radeon 1,31 TFLOPS                                                                                            | AMD Radeon 1,4 TFLOPS                                                               | AMD Radeon 6 TFLOPS                                                                                                   | AMD Radeon Navi 4 TFLOPS                                       | AMD Radeon Navi 12,15 TFLOPS                                   |
| Оперативна пам'ять                  | 64 МБ | 512 МБ GDDR3                                                         | 8 ГБ DDR3 SDRAM 2133 МГц. (В іграх доступно 5 Гб, 3 ГБ використовує ОС). Пропускна здатність 68 ГБ/с. 32 MB eSRAM |                                                                                     | 12 ГБ GDDR5 SDRAM 2133 МГц. Пропускна здатність 326 ГБ/с. (8 Гбайт використовується для ігор, а 4 ГБ використовує ОС) | 10 ГБ GDDR6                                                    | 16 ГБ GDDR6                                                    |
| Постійна пам'ять                    | HDD | HDD, не більше 2 ТБ                                                  | Незйомний HDD 500ГБ/1ТБ/2ТБ                                                                                       | Незйомний HDD 500ГБ/1ТБ/2ТБ                                                         | Незйомний HDD 500ГБ/1ТБ/2ТБ                                                                                           | SSD 512 ГБ                                                     | SSD 1ТБ                                                        |
| Інтеграція тривимірного телебачення | Ні | Так                                                                  | Так | Так                                                                                 | Так |                                                                | Так                                                            |
| Додатковий екран                    | Ні | Smart Glass                                                          | Smart Glass і Windows 10                                                                                          | Smart Glass і Windows 10                                                            | Smart Glass і Windows 10                                                                                              |                                                                | Smart Glass і Windows 10                                       |
| Аксесуари                           | - Xbox Live Starter Kit - Xbox Media Center Extender - DVD Playback Kit - Xbox Music Mixer - Memory Unit (8 MB) - Logitech Wireless Controller (2.4 Ггц) - Більше… | - Kinect                                                             | - Kinect - Гарнітура                                                                                              |                                                                                     | |                                                                |                                                                |
| Онлайн-сервіси                      | Xbox Live | Xbox Live                                                            | Xbox Live | Xbox Live                                                                           | Xbox Live | Xbox Live                                                      | Xbox Live                                                      |
| Регіональне блокування              | Так | Так                                                                  | Так | Так                                                                                 | Так | Так                                                            | Так                                                            |
| Ігри                                | Список ігор на Xbox | Список ігор на Xbox 360                                              | Список ігор на Xbox One                                                                                           | Список ігор на Xbox One                                                             | Список ігор на Xbox One                                                                                               | Список ігор на Xbox Series                                     | Список ігор на Xbox Series                                     |
| Зворотня сумісність                 | — | Обмежене число ігор від Xbox                                         | Обмежене число ігор від Xbox і Xbox 360                                                                           | Обмежене число ігор від Xbox і Xbox 360                                             | Обмежене число ігор від Xbox і Xbox 360                                                                               | Всі ігри від Xbox One. Обмежене число ігор від Xbox і Xbox 360 | Всі ігри від Xbox One. Обмежене число ігор від Xbox і Xbox 360 |